# 上有田駅
上有田駅（かみありたえき）は、佐賀県西松浦郡有田町中樽一丁目にある、九州旅客鉄道（JR九州）佐世保線の駅である。

## 歴史
- 1898年（明治31年）10月1日：九州鉄道により中樽駅（なかだるえき）として開業[2]。貨物のみを取り扱う[2]。
- 1907年（明治40年）7月1日：九州鉄道が国有化[2]。
- 1909年（明治42年）5月1日：旅客の取り扱いを開始、上有田駅（かみありたえき）に改称[2]。
- 1972年（昭和47年）6月1日：貨物の取り扱いを廃止[3]。駅員無配置駅となる[4]。
- 1987年（昭和62年）4月1日：国鉄分割民営化により、九州旅客鉄道（JR九州）の駅となる[2]。
- 2024年（令和6年）10月3日：ICカード「SUGOCA」の利用開始[5][6]。

## 駅構造
相対式ホーム2面2線を持つ地上駅。互いのホームは跨線橋で連絡している。木造駅舎を有する。駅前商店で乗車券を販売する簡易委託駅である。
通常は普通列車のみ客扱いを行うが、ゴールデンウィークに開催される有田陶器市期間に限り、日中の特急「みどり」「ハウステンボス」が停車する。またワンマン運転の普通列車は通常、先頭の車両のドアのみ開き、後乗り前降り方式を採っているが、有田陶器市の期間は乗降客が増加するため、JR九州長崎支社から社員が派遣され、すべてのドアで客扱いを行う。

### のりば
| のりば | 路線      | 方向 | 行先                 | 備考                                                                                     |
| ------ | --------- | ---- | -------------------- | ---------------------------------------------------------------------------------------- |
| 1・2   | ■佐世保線 | 下り | 早岐・佐世保方面     | 1番のりばのみ 佐世保方面は原則として早岐で乗換                                           |
| 1・2   | ■佐世保線 | 上り | 江北・佐賀・鳥栖方面 | 普通列車は主に1番のりばを使用し、2番のりばは朝夕の一部のみ 上り特急列車は2番のりばを通過 |

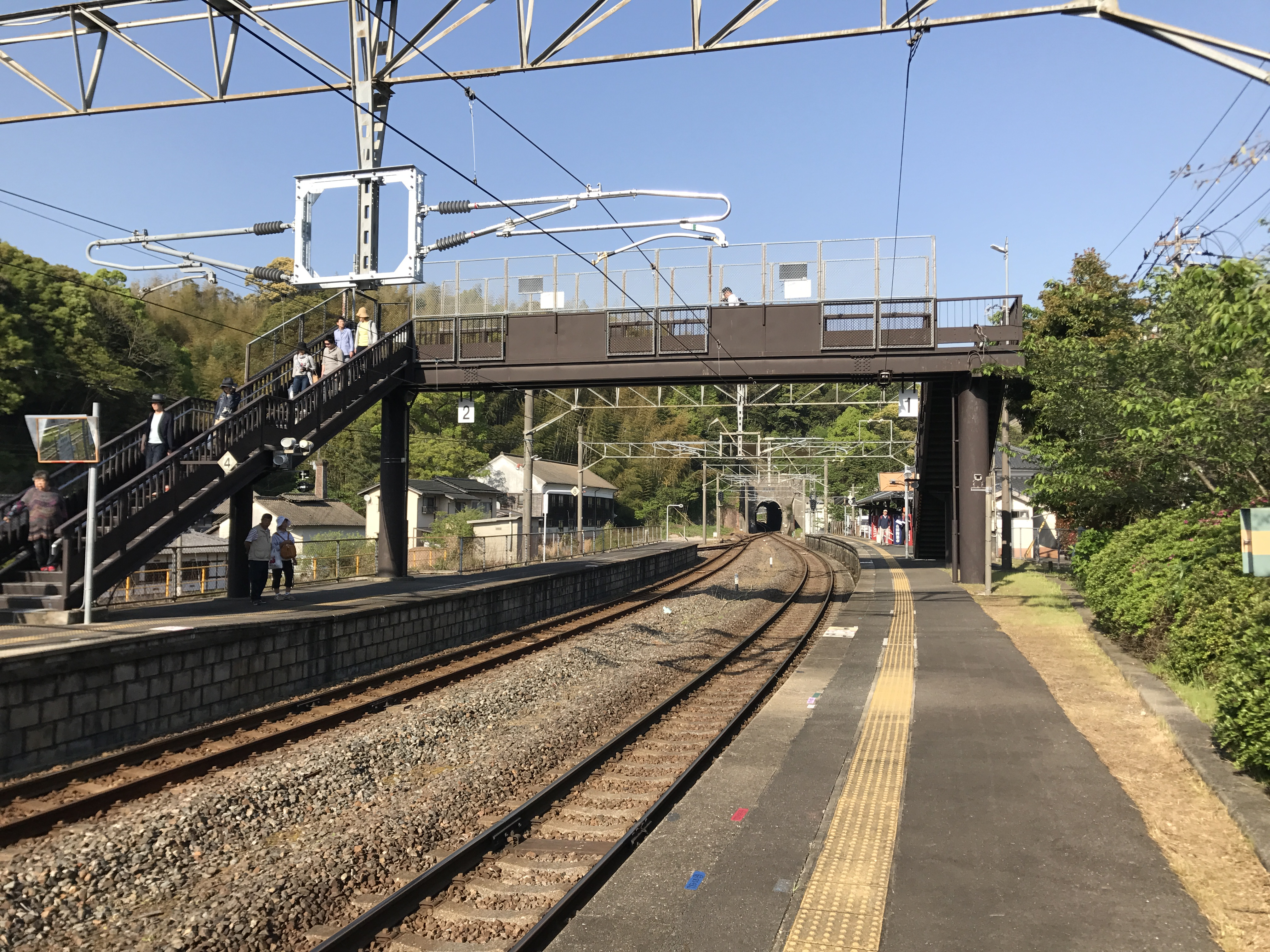
ホーム（2017年4月）

## 利用状況
2016年度の1日平均乗車人員は100人、1日平均降車人員は96人である。
| 年度   | 1日平均 乗車人員 | 1日平均 降車人員 |
| ------ | ---------------- | ---------------- |
| 2000年 | 112              |                  |
| 2001年 | 120              |                  |
| 2002年 | 134              |                  |
| 2003年 | 123              |                  |
| 2004年 | 107              |                  |
| 2005年 | 114              |                  |
| 2006年 | 108              |                  |
| 2007年 | 107              |                  |
| 2008年 | 105              |                  |
| 2009年 | 95               |                  |
| 2010年 | 99               | 107              |
| 2011年 | 102              | 106              |
| 2012年 | 103              | 106              |
| 2013年 | 111              | 110              |
| 2014年 | 108              | 110              |
| 2015年 | 108              | 107              |
| 2016年 | 100              | 96               |

## 駅周辺
- 有田町有田内山伝統的建造物群保存地区
- 有田町歴史民俗資料館東館[8]
- 有田陶磁美術館
- 陶山神社
- 黒髪山
- 有田のイチョウ
- 有田中樽簡易郵便局
- 国道35号

## 隣の駅
九州旅客鉄道（JR九州）
■佐世保線
三間坂駅 - 上有田駅 - 有田駅